# Miniopterus majori
Miniopterus majori é uma espécie de morcego da família Miniopteridae. Endêmica de Madagáscar.